# Berossos
Berossos (gr. Βήρωσσος) – zhellenizowany kapłan babiloński, historyk i astrolog, żyjący w Babilonie na przełomie IV i III w. p.n.e. Autor trzytomowego dzieła Babyloniaka o kulturze i historii Babilonii. 

## Imię
Zdaniem uczonych imię Berossos jest grecką, zniekształconą formą zapisu rodzimego, akadyjskiego imienia tego kapłana. Wśród badaczy nie ma jednak zgody co do tego, o jakie dokładnie imię miałoby tu chodzić. Niektórzy z nich wskazują na imię Bēl-uṣur (tłum. „Boże Belu strzeż!”), inni na Bēl-rē'ûšu (tłum. „Bóg Bel jest jego pasterzem”).

## Życiorys
Berossos urodził się w czasie rządów Aleksandra Macedońskiego nad Babilonią, pomiędzy 330 a 323 rokiem p.n.e. Został kapłanem boga Bela (jedno z imion Marduka, głównego boga panteonu babilońskiego) w Babilonie, służąc najprawdopodobniej w kompleksie świątynnym E-sagila, gdzie miałby dostęp do tamtejszych archiwów świątynnych. Tam też zaczął pisać swe dzieło Babyloniaka, które ukończył najprawdopodobniej około roku 290 p.n.e., dedykując je Antiochowi I z dynastii Seleucydów. Na starość wyemigrowł na egejską wyspę Kos, gdzie założyć miał szkołę astrologii. Data śmierci Berossosa nie jest znana.
Trzeba wspomnieć, iż nie wszyscy badacze zgadzają się z powyższą biografią Berossosa. Niektórzy dopuszczają bowiem możliwość, iż tak naprawdę istniały dwie osoby o tym imieniu: Berossos z Babilonu, który był historykiem, oraz Berossos z Kos, który był astrologiem. Zdaniem tychże uczonych jest wysoce nieprawdopodobne by ten sam Berossos napisał najpierw pracę historyczną dla Seleucydów w Babilonie, a potem, pod koniec swego życia, przeniósł się na wyspę Kos, kontrolowaną przez Ptolemeuszów, by założyć tam szkołę astrologii.

## Babyloniaka
Berossos jest autorem Babyloniaka - trzytomowego dzieła w języku greckim o kulturze i historii Babilonii. Dzieło to zaginęło i znane jest jedynie z fragmentów i wzmianek w dziełach późniejszych historyków antycznych. W I w. p.n.e. Aleksander Polihistor sporządził skrót Babyloniaka, który też wprawdzie nie zachował się do naszych czasów, ale stał się źródłem dla historyka żydowskiego Józefa Flawiusza (37/38 - ok. 100 n.e.) i Ojca Kościoła Euzebiusza z Cezarei (IV w. n.e.). Babyloniaka Berossosa była dla Greków starożytnych podstawowym źródłem wiedzy o Babilonii.
Babyloniaka Berossosa składała się z trzech Ksiąg: 
- Księga Pierwsza zaczynała się od opisu początków świata oraz mitu o Oannesie i innych rybach-potworach, które wynurzając się z morza przyniosły ludzkości cywilizację. Jej dalszy ciąg stanowiła babilońska opowieść o stworzeniu świata i zarys astrologii babilońskiej.
- Księga Druga zawierała historię Babilonii zaczynając od „dziesięciu królów (panujących) przed potopem” oraz opowieści o samym potopie, po którym nastąpiło odtworzenie królestwa, rządzonego przez sześć dynastii. Księga kończyła się na panowaniu Nabonassara (747-734 p.n.e.).
- Księga Trzecia traktowała o historii Babilonii aż po czasy współczesne Berossosowi, obejmując m.in. rządy Tiglat-Pilesera III, Sennacheryba i Nabuchodonozora II, a na Aleksandrze Wielkim kończąc.

Mezopotamskie teksty mitologiczne i historyczne, odkryte dzięki współczesnym wykopaliskom, w dużej mierze potwierdziły autentyczność przekazu Berossosa.
Szczegółowa analiza Babyloniaka wykazała sporo zaskakujących błędów dotyczących podstawowych faktów. Najważniejszym z nich jest z pewnością stwierdzenie, że Nabopolassar rządził Egiptem.